# Francisco Vilela Barbosa
Francisco Vilela Barbosa, primeiro visconde com grandeza e marquês de Paranaguá, (Rio de Janeiro, 20 de novembro de 1769 — 11 de setembro de 1846) foi um militar e político brasileiro. Além disso, foi poeta, matemático, professor, funcionário público e  engenheiro.
Foi ministro dos Estrangeiros, ministro da Marinha, de 17 de novembro de 1823 a 16 de janeiro de 1827, de 4 de dezembro de 1829 a 18 de março de 1831, de 5 a 7 de abril de 1831, de 24 de março de 1841 a 26 de agosto de 1842, de 13 de setembro de 1842 a 20 de janeiro de 1843, ministro da Guerra e senador do Império do Brasil de 1826 a 1846.
Foi deputado brasileiro às Cortes de Lisboa pela Província do Rio de Janeiro. Também foi membro e vice-presidente da Academia Real das Ciências de Lisboa.